# Слободан Васић
Слободан Слоба Васић (Сента, 18. јул 1991) српски је фолк  певач. Постао је познат учешћем у такмичењу Звезде Гранда. Ожењен је Јеленом Васић са којом има ћерку.

## Дискографија[4]

### Албуми
- Морам да се променим (2013) Гранд продукција

### Синглови
- Анонимна (2009)
- Воли ме данас више него јуче (2009)
- Не мораш ми све у очи рећи (2010) Гранд фестивал 2010.
- Плава жена топла зима (2010)
- Шумадијо Шумадијо (2010) са Банетом Мојићевићем и Сашом Капором
- Емотивац (2013)
- Моја бивша драга (2013)
- Невреме (2015) дует са Андреаном Чекић
- Љубичасте лете (2016)
- Милион (2019)
- Моје мајке сузе (2019)
- Као пас (2019)
- Нема лажи нема преваре (2021)
- Шта сам дужан (2021)
- Шта ћу (2023)